# Высший разум
Высший разум, всемирный разум, абсолютный разум — один из атрибутов Бога, Абсолюта или самостоятельная сущность; рассматривается как разумная первопричина устройства мира, разум, спроектировавший Вселенную; понятие религии, философии и эзотерики. Научная картина мира не требует наличия высшего разума в качестве объяснительной гипотезы; научные теории рассматриваются учёными как объясняющие мир лучше, чем данная гипотеза.
Высшим разумом обладает Бог, в частности, согласно христианской церковно-книжной традиции. Образ христианского Бога сложился в первые века н. э. в Римской империи. Основу христианского образа Бога составил еврейский Яхве (Бог-Отец), с которым был соединён в Троицу образ страдающего Бога-Спасителя (Бог-Сын) и отвлечённым Мировым Разумом гностиков (Бог-Дух Святой). Зогар, источник каббалистического учения, рассматривает душу как имеющую своё происхождение в Высшем Разуме, в котором отличаются одна от другой разные формы живых существ. Высший Разум определяется как «мировая душа».

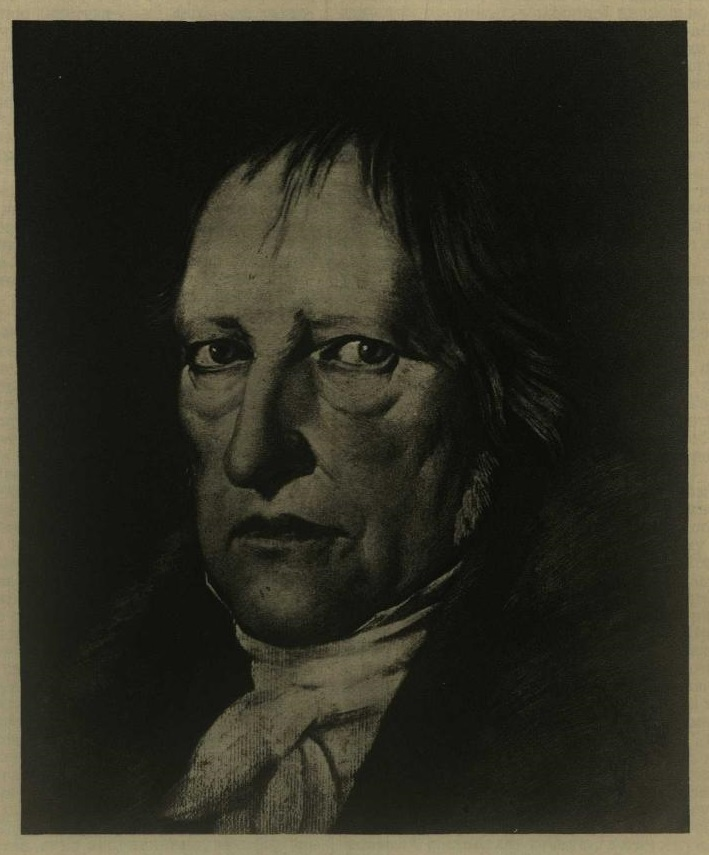
Гегель, первое издание Большой советской энциклопедии, 1929

Лейбниц обращался к универсальной всеобщности и необходимости разума в крайней отчужденной форме — как к «высшему Разум», Богу — гаранту «предустановленной гармонии». Вольтер, не переходя на позиции атеизма, в трактовке наиболее важных явлений природы в рамках деизма, однако, выступал в качестве материалиста. Тем не менее, не найдя возможности через механистический материализм объяснить генезис ощущений и мышления, феномены движения и притяжения, Вольтер считал, что они сообщены материи Богом («Трактат о метафизике») — несмотря на свою критику метафизики XVII века, но вернулся к ней. Не имея возможности объяснить разнообразие мира через развитие материи, философ пришёл к идее «Всемирного разума» в качестве причины мирового разнообразия. Он отрицал развивавшуюся Мальбраншем концепцию причинности в духе окказионализма и предполагал, что в природе существует единое разумное мировое начало — Бог. Целесообразность и совершенную мировую гармонию мира он считал результатом целеполагания разумного существа. Гегель мир в целом считал «осуществлением божественного разума». Разум и мышление толковались им как стороны воплощения духа, способные к достижению апогея своего развития — «знающего себя разума, абсолютно всеобщего». Шеллинг в «Изложении моей системы», диалоге «Бруно» и др. работах развивал идею, согласно которой, являясь тождеством субъективного и объективного, Абсолют, или «абсолютный разум» является не духом и не природой, а безразличием обоих, наподобие точки безразличия полюсов в центре магнита, содержащим возможность всех вообще определений. Бог и универсум понимались им в качестве разных аспектов одного и того же. Бог — это универсум, взятый со стороны его тождества. Философ Дэвид Юм, автор «Естественной истории религии», заявлял о закономерности идеи «высшего разума», «некоторой разумной причины» и «разумного творца», но в то же время его скептицизм был направлен против принципов деизма; Юм писал о фиктивном характере «естественной религии», считая, что основу религии составляют человеческие эмоции, которые чаще всего стимулируются страхом.
Елена Блаватская, основатель учения теософии, в «Тайной доктрине» рассматривала божество как обнаруживающее себя впервые посредством эманации и трёх следующих друг за другом форм Разума: тремя космическими фазами были созданы время, пространство и материя. В работе «Оккультизм против оккультных искусств» Блаватская утверждала, что путь к «мудрости вселенского разума лежит через всё человечество, без различия расы, цвета кожи, религии и общественного положения». Согласно религиозно-философскому учению Агни-йога, созданному Николаем и Еленой Рерихами, и включившему в себя теософскую традицию, с одной стороны имеет место значимость индивида, безграничные человеческие возможности духовного совершенствования, но в то же время человек не имеет свободы, поскольку все мысли индивида контролируются, его существование находится в зависимости от решений Высшего Разума. Эволюцию человеческой души учение рассматривает как находящуюся под постоянным контролем высших сил, начиная с её первого воплощения. В уфологии предлагаются различные интерпретации НЛО, включая проявления внеземного высшего разума.
Альберт Эйнштейн писал: «убеждение о рациональности и упорядоченности мира, которое сродни религиозному чувству, лежит в основе всех научных работ более высокого порядка… Это убеждение связано с глубокой верой в Высший разум, который показывает себя в мире опыта, представляет мою концепцию Бога. В обиходе это может быть описано как „пантеизм“ (Спинозы)».
Биолог и популяризатор науки Ричард Докинз в книге «Бог как иллюзия» писал, что теорией естественного отбора и подобными научными теориями, показывающими богатство и сложность Вселенной, мир объясняется лучше, чем «гипотезой бога», согласно которой мир спроектирован высшим разумом.
Парламентская ассамблея Совета Европы (ПАСЕ) 4 октября 2007 года выпустила резолюцию «Опасность креационизма в образовании» в которой постановила, что «креационизм во всех его формах, таких как „разумный замысел“ или „высший разум“, не является научной дисциплиной и не подлежит научному изучению в европейских школах наряду с теорией эволюции или даже вместо неё». В данной резолюции депутаты ПАСЕ призвали правительства 47 стран Совета Европы «решительно воспротивиться» преподаванию креационизма как научной дисциплины.